# Klára Moravcová
Klára Moravcová (* 19. März 1983 in Ústí nad Orlicí) ist eine tschechische Biathletin und Skilangläuferin.
Klára Moravcová lebt und trainiert in Letohrad. Die Studentin startet für SKP Jablonex Jablonec und wird von Jiří Holubec trainiert. 1994 begann sie mit dem Biathlonsport und gehört seit 2000 dem Nationalkader Tschechiens an. Ihre ersten internationalen Einsätze von Bedeutung hatte sie im Rahmen der Biathlon-Europameisterschaften 2001 in der Haute-Maurienne, wo sie an den Wettbewerben der Junioren teilnahm. Im Einzel lief sie auf den 20. Platz, wurde 14. in Sprint und Verfolgung und gewann mit Magda Rezlerová und Zdeňka Vejnarová hinter der russischen Vertretung die Silbermedaille. Wenig später nahm sie auch erstmals in Chanty-Mansijsk an den Juniorenweltmeisterschaften teil, bei denen sie Siebte des Sprints wurde, im Verfolgungsrennen auf den 21. Platz zurückfiel und auch hier mit Rezlerová und Vejnarová als Schlussläuferin der Staffel hinter Russland Silber gewann. Bei der Junioren-WM 2002 in Ridnaun wurde sie 33. im Einzel, 51. des Sprintrennens und Siebte mit der Staffel. Besser verliefen die Biathlon-Europameisterschaften 2002 der Junioren in Kontiolahti, wo sie als Viertplatzierte im Sprint um nur acht Zehntelsekunden gegen Barbara Ertl die Bronzemedaille verpasste. Im Verfolgungsrennen fiel sie auf den 20. Platz zurück und wurde zudem 18. des Einzels. Seit 2002 nahm sie auch regelmäßig an den Juniorenrennen des Biathlon-Europacups teil und erreichte mehrfach Platzierungen unter den besten Zehn. Es folgte die dritte Teilnahme an Juniorenweltmeisterschaften für Moravcová. In Kościelisko wurde sie 42. des Einzels, 35. des Sprints, 28. der Verfolgung und gewann mit Rezlerová und Lenka Votocková Staffelbronze. Kurz darauf nahm sie auch an den Biathlon-Europameisterschaften 2003 der Junioren in Forni Avoltri an ihren dritten kontinentalen Titelkämpfen teil. Im Einzel lief sie auf den 19. Platz, wurde 23. des Sprints und 25. des Verfolgers. Mit Rezlerová und Michaela Stránská gewann sie auch bei der EM die Bronzemedaille im Staffelrennen. An selber Stelle startete die Tschechin auch an den Junioren-Wettbewerben der Sommerbiathlon-Weltmeisterschaften 2003, wo sie hinter Ljudmila Kalintschyk und Switlana Krikontschuk im Sprint die Bronzemedaille gewann, Zehnte im Verfolgungsrennen wurde und im Massenstart den elften Rang belegte. In der Haute-Maurienne startete Moravcová bei ihren vierten und letzten Juniorenweltmeisterschaften. Im Einzel erreichte sie den 16. Platz, wurde 24. des Sprints, 20. der Verfolgung und verpasste in der Staffel mit Zuzana Tryznová und Michaela Balatková als Viertplatzierte knapp eine weitere WM-Medaille. Bei der Junioren-EM in Minsk belegte Moravcová den 13. Platz im Einzel, wurde Fünfte im Sprint, 15. der Verfolgung und gewann mit Tereza Hlavsová und Balatková die Bronzemedaille im Sprintrennen. Letztes Großereignis bei den Juniorinnen wurden die Sommerbiathlon-Weltmeisterschaften 2004 in Osrblie, bei denen die Tschechin 14. des Sprints wurde, 23. des Verfolgungsrennen und 20. im Massenstartrennen.
Seit der Saison 2004/05 startet Moravcová im Europacup. Ihr erstes Rennen bestritt sie zum Auftakt der Saison in Geilo und wurde dabei 38. eines Einzels. Erste Punkte gewann sie wenige Wochen später als 24. eines Einzels in Obertilliach. Ihr bestes Ergebnis bislang erreichte sie in dieser Rennserie als Neuntplatzierte eines Einzels in Cesana San Sicario. Es ist zugleich ihr bisher einziges Ergebnis unter den besten Zehn. Erstes Großereignis wurden die Sommerbiathlon-Weltmeisterschaften 2005 in Muonio. Moravcová belegte in Finnland zehnte Plätze in Sprint und Massenstart, wurde Elfte in der Verfolgung und gewann mit Hlavsová, Pavla Matyášová und Balatková die Bronzemedaille im Staffelrennen. Einige Wochen zuvor startete sie schon bei den Sommerbiathlon-Europameisterschaften 2005 in Bystřice pod Hostýnem, bei denen sie mit Matyášová, Jaroslav Soukup und Michal Šlesingr im Mixed-Staffelrennen Bronze gewann. 2006 startete die Tschechin in Oberhof erstmals im Biathlon-Weltcup und wurde 77. eines Sprintrennens. Zudem wurde sie 12. mit der Staffel Tschechiens. Höhepunkt der Saison wurden die Biathlon-Europameisterschaften 2006 in Langdorf, bei denen sie im Einzel 58. wurde, 57. des Sprints wurde und im Staffelrennen mit der Auswahl Tschechiens den 13. Platz belegte.
Seit 2006 widmet sich Moravcová vermehrt dem Skilanglauf. Sie lief zunächst in niederklassigen Rennen wie dem Alpencup, dem Slavic Cup, dem Marathon Cup und in FIS-Rennen. Bis zu ihrem ersten Einsatz im Skilanglauf-Weltcup gewann sie ein FIS-Rennen ein Rennen im Slavic Cup und 2008 den Biela Stopa über 48 km Freistil. Das erste Weltcup-Rennen bestritt sie in Liberec, wo sie bei einem 7,6-Kilometer-Freistilrennen 58. wurde. An selber Stelle startete die Tschechin auch bei den Nordischen Skiweltmeisterschaften 2009 und wurde dort 45. im 30-Kilometer-Massenstart-Freistilrennen. Über 10 Kilometer Freistil gewann sie einen Monat später in Horní Mísečky Bronze bei den tschechischen Meisterschaften. Ein Jahr später wiederholte sie in Harrachov diesen Erfolg auf der Klassik-Strecke und wurde zudem Dritte über 5 Kilometer Freistil. Die Saison 2008/09 beendete sie auf den ersten Platz in der Slavic-Cup-Gesamtwertung. In den folgenden Jahren siegte sie beim Biela Stopa (2011 und 2012) und den Koasalauf (2012 und 2013) über 50 km Freistil. Ihre besten Resultate bei den Olympischen Winterspielen 2014 in Sotschi waren der 45. Platz im 30-km-Massenstartrennen und der zehnte Platz mit der Staffel. In der Saison 2014/15 gewann sie den Biela Stopa, den Šumavský Skimaraton über 46 km klassisch und den Skadi Loppet über 42 km klassisch. In der Saison 2015/16 wurde sie beim Bieg Piastów und beim Engadin Skimarathon jeweils Dritte und errang zum Saisonende den dritten Platz in der Gesamtwertung des Worldloppet Cups. Bisher holte sie acht Siege im Slavic Cup (Stand:Saisonende 2015/16).

## Biathlon-Weltcup-Platzierungen
Die Tabelle zeigt alle Platzierungen (je nach Austragungsjahr einschließlich Olympische Spiele und Weltmeisterschaften).
- 1.–3. Platz: Anzahl der Podiumsplatzierungen
- Top 10: Anzahl der Platzierungen unter den ersten zehn (einschließlich Podium)
- Punkteränge: Anzahl der Platzierungen innerhalb der Punkteränge (einschließlich Podium und Top 10)
- Starts: Anzahl gelaufener Rennen in der jeweiligen Disziplin

| Platzierung                      | Einzel | Sprint | Verfolgung | Massenstart | Staffel | Gesamt |
| -------------------------------- | ------ | ------ | ---------- | ----------- | ------- | ------ |
| 1. Platz                         |        |        |            |             |         |        |
| 2. Platz                         |        |        |            |             |         |        |
| 3. Platz                         |        |        |            |             |         |        |
| Top 10                           |        |        |            |             |         |        |
| Punkteränge                      |        |        |            |             | 1       | 1      |
| Starts                           |        | 1      |            |             | 1       | 2      |
| Stand: nach der Saison 2009/2010 |        |        |            |             |         |        |